# Watertoren (Nijkerk)
De watertoren in Nijkerk is ontworpen door architect F.A. de Jongh en is gebouwd in 1898. De toren heeft een hoogte van 30 meter één waterreservoir met een inhoud van 140 m3.
De toren heeft de status rijksmonument en is in eigendom van de gemeente.
Door buitenstaanders wordt de watertoren geregeld aangezien voor duiventil.